# 루이스 로페스 레카르테
루이스 마리아 로페스 레카르테(스페인어: Luis María López Rekarte, 1962년 3월 26일, 바스크 주 몬드라곤-아라사테 ~)는 스페인의 전직 축구 선수로, 주로 우측 수비수로 활약했다.
그는 11년 동안 300경기가 넘는 라 리가 경기에 출전해 7골을 기록했는데, 데포르티보(5년), 레알 소시에다드, 그리고 바르셀로나(각 3년)에서 활약하며 6번의 주요 대회 우승을 거두었다.

## 클럽 경력
바스크 주 아라사테-몬드라곤 출신인 로페스 레카르테는 처음에 육상을 했었다.(그의 100미터 달리기 개인 최고 기록은 10.05초였다) 그는 당시 재정난에 허덕이던 알라베스에서 프로 축구계 신고식을 치렀는데, 1983년에 소속 구단이 하부 리그로 강등되었다. 2년 후, 그는 이웃 레알 소시에다드로 이적했다.
전설적인 알베르토 고리스, 아구스틴 가하테, 그리고 후안 안토니오 라라냐가와 철의 수비 4인을 구성했던 로페스 레카르테는 1987년에 코파 델 레이 우승 주역이 되었다. 이듬해, 소속 구단은 리그와 컵대회에서 모두 준우승을 차지했다.
로페스 레카르테는 호세 마리 바케로와 치키 베히리스타인과 함께 1988년 코파 델 레이 결승전에서 소속 구단을 꺾은 라 리가의 거함 바르셀로나로 이적했다. 그리 많은 출전 기회를 받지 못한 그는 1990-91 시즌에 바르사가 우승할 당시 그리 많은 출전 기회를 잡지 못했는데, 13번 출전한 경기 중 1경기만 선발로 출전했고, 나머지는 주로 후보로 벤치를 지켰다. 그는 카탈루냐 주 연고 구단 소속으로 1988-89 시즌 컵위너스컵 우승의 일원이 되었다: 그는 교체로 투입되어 2-0으로 앞서나가는 쐐기골을 기록했다.
새로이 부상하던 데포르티보는 나중에 초 대포르로 추정되는 선수단을 구성했는데, 그는 리아소르에서 활약할 당시 매 년 최소 25경기를 출전했고, 그는 1997년에 35세의 나이로 세군다 디비시온의 마요르카전을 끝으로 은퇴했다.

## 국가대표팀 경력
로페스 레카르테는 1988년에 스페인 국가대표팀 경기에 4번 출전했는데, 첫 경기는 발렌시아에서 열린 1월 27일 동독과의 친선경기로 이 경기에서 0-0으로 비겼다.

## 사생활
루이스 로페스 레카르테는 아이토르의 형으로 아이토르 또한 축구 선수로 레알 소시에다드에서 활약했으며, 국가대표팀에도 차출되었던 우측 수비수이다. 그의 조카 마이타네 로페스도 축구를 했다.
그는 은퇴 후 아이토르의 요원으로 활동했다. 은퇴 후 그는 등산을 즐긴다.

## 수상
레알 소시에다드
- 코파 델 레이: 1986–87[4]

바르셀로나
- 라 리가: 1990–91
- 코파 델 레이: 1989–90[4]
- 컵위너스컵: 1988–89[3]

데포르티보
- 코파 델 레이: 1994–95[4]
- 수페르코파 데 에스파냐: 1995